# Forum romain de Caesaraugusta
Le forum romain de Caesaraugusta était un complexe de l'époque romaine construit dans la colonie de Caesaraugusta, dans la province de Tarraconaise appartenant à l'Empire romain. La cité se dénomme aujourd'hui Saragosse et il s'agit de la capitale de la communauté autonome d'Aragon (Espagne).

## La situation
Le forum était situé à l'extrémité du port fluvial (bien que l'habitude veuille qu'il se situe près des voies principales des cités), principalement en raison de son rôle dynamisateur dans l'économie et le point névralgique de la vie sociale, religieuse, civile, politique et économique de Caesaraugusta.

## Histoire et fonctionnalité
La construction du forum commence au Ier siècle lors du règne de l'empereur Auguste, et la construction s'accélère sous le règne de Tibère.
Les forums romains étaient organisés à partir d'un grand espace ouvert, pavés avec de grandes dalles et entourés d'une ou de quelques boutiques environnantes, autour desquels les édifices les plus importants se trouvaient : la Curie (édifice à caractère politique), la Basilique (à caractère juridique et administratif) et le Temple (à caractère religieux).

## Préservation et exposition
De l'époque de la fondation (Ier siècle) sous le règne d'Auguste, nous avons conservé un marché, un égout et des canalisations d'eau potable. De l'époque de son successeur, c'est-à-dire Tibère, de magnifiques restes du forum, un égout, des canalisations et certaines fondations ont été conservées.
Le musée du forum se situe dans le sous-sol de la cathédrale Saint-Sauveur de Saragosse, et l'accès se réalise à travers un prisme de plaques d'onyx iranien, et offre au visiteur un échantillon de la vie quotidienne de la cité durant le Ier siècle, peu de temps après sa fondation.

## Annexe